# Edward Iordănescu
Edward Iordănescu est un footballeur roumain né le 16 juin 1978 à Bucarest, et désormais entraîneur.
Il est le fils de Anghel Iordănescu, également joueur et entraîneur roumain.

## Biographie

### Carrière de joueur
Edward Iordănescu commence sa formation de footballeur au Steaua Bucarest. Il est promu dans l'équipe senior du Steaua Bucarest en 1996.
En 1997, après avoir échoué à s'imposer chez les Roș-albaștrii, Iordănescu part pour le Sportul Studențesc. Tout au long de sa carrière, il joue pour divers clubs de Roumanie : l'Unirea Focșani, Rapid Bucarest, Rocar Bucarest, Petrolul Ploiești et FC Vaslui. Il a également effectué des séjours à l'étranger en Grèce et à Chypre, respectivement avec Paniónios et Alkí Larnaca.

### Carrière d'entraîneur
Iordănescu met fin à sa carrière de joueur en 2004 pour poursuivre des études d'entraîneur, en suivant des cours en Italie, en Espagne et en Angleterre. En 2010, à la suite de la démission d'Ilie Dumitrescu en tant que manager du Steaua Bucarest, il assume le rôle d'entraîneur par intérim. Iordănescu occupe des postes mineurs d'assistant ou de entraîneur par interim au Steaua et à Vaslui, avant de décrocher son premier contrat en tant qu'entraîneur-chef au Fortuna Brazi en 2013.
Le 13 juin 2018, Iordănescu signe un contrat de trois ans avec le CFR Cluj, succédant à Dan Petrescu, parti pour Guizhou Hengfeng. Il remporte son premier trophée en tant qu'entraîneur, le 15 juillet de la même année, alors que sa nouvelle équipe battait l'U Craiova 1-0 lors de la Supercoupe de Roumanie 2018. Il quitte le CFR Cluj en moins de deux mois, à la suite de désaccords avec le propriétaire Ioan Varga, qui avait tenté de s'immiscer dans les décisions de la direction lors des matches.
Le 25 janvier 2022, Iordănescu est nommé sélectionneur de l'équipe nationale de Roumanie, que son père Anghel avait également entraîné pendant trois séjours. Le 18 novembre 2023, après une victoire 2-1 contre Israël, son pays s'est qualifié pour l'UEFA Euro 2024. Pour cet exploit, le site sportif Gazeta Sporturilor l'a nommé entraîneur roumain de l'année 2023.
Le 16 juin 2025, Iordănescu signe un contrat de deux ans dans le club polonais du Legia Varsovie.

## Palmarès

### Palmarès de joueur
| Steaua Bucarest - Championnat de Roumanie (1) : - Champion : 1995-96. - Coupe de Roumanie (1): - Vainqueur : 1995-96. |  | Petrolul Ploiești - Championnat de Roumanie D2 (1) : - Champion : 2002-03. |

### Palmarès d'entraîneur
| Pandurii Târgu Jiu - Coupe de la Ligue : - Finaliste : 2014-15. |  | CFR Cluj - Championnat de Roumanie (1) : - Champion : 2020-21. - Supercoupe de Roumanie (2) : - Vainqueur : 2018 et 2020. Legia Varsovie - Supercoupe de Pologne (1) : - Vainqueur : 2025. |